# スペースマーケット
株式会社スペースマーケット（英: Spacemarket,Inc.）は、東京都渋谷区に本社を置く日本の企業。
あらゆるスペースを簡単に貸し借りできるプラットフォーム「スペースマーケット」を運営する。2022年には「あたりまえをアップデートし続ける」というテックミッションを新設し、場所のチカラでチャレンジを生み出し、世の中を面白くすることを目指すテックカンパニー。
2014年1月に重松大輔、鈴木真一郎により創業。

## 沿革
- 2014年
  - 1月 - 株式会社スペースマーケット設立[3]
  - 4月 - レンタルスペース予約サービス「スペースマーケット」開始[4]
  - 5月 - 「Infinity Ventures Summit 2014 Spring Launch Pad」準優勝[5]
  - 7月 - 「B Dash Camp 2014 Summer ピッチアリーナ」優勝[6]
  - 8月 - 「RISING EXPO 2014 in Japan」グランプリ受賞[7]
  - 10月 - 第三者割当増資により、総額約1億円の資金調達[8]
- 2016年
  - 1月 - 6社協働で一般社団法人「シェアリングエコノミー協会」を設立[9]
  - 7月 - 民泊事業を開始[10]
  - 8月 - 第三者割当増資により、総額約4億円の資金調達[11]
- 2017年
  - 9月 - 宿泊事業に本格参入
- 2018年
  - 3月 - 新しい花見スタイル「インドア花見」特集スタート
  - 11月 -  初のテレビCMを放映
- 2019年
  - 1月 - 第三者割当増資、及び金融機関からの融資により総額約8.5億円の資金調達を実施
  - 4月 - イベントコミュニティサービス「スペースマーケットEVENT」開始
  - 12月 - 東京証券取引所マザーズ市場へ上場

## スペース貸し借りプラットフォーム「スペースマーケット」
「スペースマーケット」(SPACEMARKET)は、スペースのシェアリングサービスとしてあらゆるスペースを簡単に貸し借りできるプラットフォームである。住宅、古民家、会議室、撮影スタジオ、映画館、廃校など多岐にわたるスペースが、撮影、会議、イベントなど多岐にわたり利用されている。
2014年1月にwebサイトがオープン、2015年6月にiOS版、2017年1月にAndroid版が配信開始となった。
2015年にiOS版が「2015年度グッドデザイン賞」を受賞した。

## その他提供サービス
スペースマーケットWORK
働くシーンに特化した多様なワークスペースを提供する「スペースマーケットWORK」を提供
スペースマーケットBUSINESS
法人社員の予約・利用・支払いを一括管理できる法人向けサービス「スペースマーケットBUSINESS」を提供
スペースマーケットマガジン
イベントにまつわる最新トレンドからお役立ち情報まで記事を配信するサービス「スペースマーケットマガジン」を提供